# Anthurium sagittatum
Anthurium sagittatum là một loài thực vật có hoa trong họ Ráy (Araceae). Loài này được (Sims) G.Don miêu tả khoa học đầu tiên năm 1839.